# Уэстфилд (тауншип, Миннесота)
Уэстфилд (англ. Westfield) — тауншип в округе Додж, Миннесота, США. На 2000 год его население составило 421 человек.

## География
По данным Бюро переписи населения США площадь тауншипа составляет 93,7 км², из которых 93,7 км² занимает суша, водоёмов нет.

## Демография
По данным переписи населения 2000 года здесь находились 421 человек, 151 домохозяйство и 125 семей.  Плотность населения —  4,5 чел./км².  На территории тауншипа расположено 157 построек со средней плотностью 1,7 построек на один квадратный километр. Расовый состав населения: 98,34 % белых, 0,95 % афроамериканцев, 0,48 % — других рас США и 0,24 % приходится на две или более других рас. Испанцы или латиноамериканцы любой расы составляли 1,43 % от популяции тауншипа.
Из 151 домохозяйства в 38,4 % воспитывались дети до 18 лет, в 80,1 % проживали супружеские пары, в 1,3 % проживали незамужние женщины и в 16,6 % домохозяйств проживали несемейные люди. 11,9 % домохозяйств состояли из одного человека, при том 4,6 % из — одиноких пожилых людей старше 65 лет. Средний размер домохозяйства — 2,79, а семьи — 3,06 человека.
28,5 % населения — младше 18 лет, 4,8 % — в возрасте от 18 до 24 лет, 29,2 % — от 25 до 44, 26,6 % — от 45 до 64, и 10,9 % — старше 65 лет. Средний возраст — 39 лет. На каждые 100 женщин приходилось 106,4 мужчин.  На каждые 100 женщин старше 18 приходилось 110,5 мужчин.
Средний годовой доход домохозяйства составлял 48 333 доллара, а средний годовой доход семьи —  55 313 долларов. Средний доход мужчин —  32 167  долларов, в то время как у женщин — 24 750. Доход на душу населения составил 18 807 долларов. За чертой бедности находились 4,8 % семей и 5,6 % всего населения тауншипа, из которых 5,2 % младше 18 и 14,0 % старше 65 лет.